# Шибице (Запрешић)
Шибице су насељено место у саставу Града Запрешића у Загребачкој жупанији, Хрватска. До територијалне реорганизације у Хрватској налазиле су се у саставу старе загребачке приградске општине Запрешић.

## Становништво
На попису становништва 2011. године, Шибице су имале 746 становника.

## Попис1991.
На попису становништва 1991. године, насељено место Шибице је имало 742 становника, следећег националног састава:
| Попис 1991.‍  | Попис 1991.‍  | Попис 1991.‍ | Попис 1991.‍ | Попис 1991.‍ |
| ------------ | ------------ | ----------- | ----------- | ----------- |
|              |              |             |             |             |
| Хрвати       | Хрвати       |             | 675         | 90,97%      |
| Срби         | Срби         |             | 18          | 2,42%       |
| Албанци      | Албанци      |             | 14          | 1,88%       |
| Словенци     | Словенци     |             | 2           | 0,26%       |
| Југословени  | Југословени  |             | 1           | 0,13%       |
| Македонци    | Македонци    |             | 1           | 0,13%       |
| Немци        | Немци        |             | 1           | 0,13%       |
| Чеси         | Чеси         |             | 1           | 0,13%       |
| неопредељени | неопредељени |             | 1           | 0,13%       |
| регион. опр. | регион. опр. |             | 4           | 0,53%       |
| непознато    | непознато    |             | 24          | 3,23%       |
| укупно: 742  |              |             |             |             |